# Euphorbia sumbawensis
Euphorbia sumbawensis är en törelväxtart som beskrevs av Pierre Edmond Boissier. Euphorbia sumbawensis ingår i släktet törlar, och familjen törelväxter.
Artens utbredningsområde är Små Sundaöarna. Inga underarter finns listade i Catalogue of Life.